# Isospin
Der Isospin ist in der Theorie der Elementarteilchen eine Flavour-Quantenzahl, die eine innere Symmetrie unter der starken Wechselwirkung beschreibt und zur Klassifizierung der Hadronen genutzt wird. Die Bezeichnung (iso-: „quantitativ gleich“, von altgriechisch ἴσος) verweist darauf, dass das System wie ein Spin-½-Teilchen erscheint, obwohl es sich nicht um einen Spin handelt.
Allgemeiner wird das Konzept (so auch in der Festkörperphysik) verwendet, um Zweizustandssysteme zu beschreiben. Die beiden quantenmechanischen Zustände werden als gegensätzliche Orientierungen des Isospins aufgefasst (±{\displaystyle I_{z}}). Befindet sich das System in einer Überlagerung der beiden Zustände, so wird das durch die beiden anderen Komponenten ({\displaystyle I_{x},I_{y}}) beschrieben.

## Entdeckung
Bei Streuprozessen an Spiegelkernen wurde festgestellt, dass die starke Wechselwirkung nicht zwischen den neutralen Neutronen und positiv geladenen Protonen unterscheidet, d. h., dass sie ladungsunabhängig wirkt. Bezüglich der Kernkraft sind Neutron und Proton also identisch, und ihr geringfügiger Massenunterschied hängt mit der elektrischen Ladung zusammen. Daraus folgerte Werner Heisenberg 1932, dass Proton und Neutron zwei verschiedene Ladungszustände ein und desselben Teilchens, des Nukleons, sind.
Zur weiteren Beschreibung „entlieh“ er den quantenmechanischen Spinformalismus vom entsprechenden Verhalten der Elektronen. Auch bei ihnen gibt es zwei Zustände (Spin-up und Spin-down), die durch eine bestimmte Kraft – hier die rein elektrische Kraft – nicht unterscheidbar sind.
Der Name Isospin wurde 1937 von Eugene Wigner geprägt und stand zunächst für isotoper Spin. Da dies jedoch als Hinweis auf eine Änderung der Neutronenzahl missdeutet werden kann (vgl. Isotop), wird heute der Ausdruck isobarer Spin verwendet.
Murray Gell-Mann kombinierte die Eigenschaften Isospin und Strangeness im Eightfold Way, einem direkten Vorläufer des Quarkmodells und der Quantenchromodynamik.

## Formalismus
|                               | up   | up |
| ----------------------------- | ---- | -- |
| Quark / Antiquark             | u    | u  |
| Isospin {\displaystyle I_{z}} | +½   | −½ |
|                               | down |    |
| Quark / Antiquark             | d    | d  |
| Isospin {\displaystyle I_{z}} | −½   | +½ |

Wie der normale Spin der fundamentalen Fermionen (wie beispielsweise des Elektrons) hat die Quantenzahl des Isospins immer den Wert 1⁄2.
Die kanonisch verwendete dritte Komponente {\displaystyle I_{z}} (oft auch mit {\displaystyle I_{3}} bezeichnet) des Isospins repräsentiert seine Einstellung und weist die zwei möglichen Werte +1⁄2 und −1⁄2 auf. Diese stehen im Quarkmodell für die beiden Quarks
- u (up, engl.: oben):    {\displaystyle I_{z}=+{\tfrac {1}{2}}} und
- d (down, engl.: unten): {\displaystyle I_{z}=-{\tfrac {1}{2}}}.

Die Quarks s, c, b und t tragen keinen Isospin. Für Antiquarks ändert sich das Vorzeichen von {\displaystyle I_{z}}.
Damit ist {\displaystyle I_{z}} wie folgt durch die Anzahl der u- und d-Quarks sowie der zugehörigen Antiquarks gegeben:
{\displaystyle I_{z}={\frac {1}{2}}{\Big (}(n_{u}-n_{\bar {u}})-(n_{d}-n_{\bar {d}}){\Big )}}.
Daraus ergibt sich für das Duplett von Proton und Neutron:
- Proton  p = uud {\displaystyle \Rightarrow I_{z}=+{\tfrac {1}{2}}}
- Neutron n = udd {\displaystyle \Rightarrow I_{z}=-{\tfrac {1}{2}}}.

In älterer Literatur zur Kernphysik wird manchmal die Konvention mit entgegengesetztem Vorzeichen verwendet, was aber keinen physikalischen Unterschied ausmacht, solange sie einheitlich verwendet wird.

### Hyperladung
|          | Teilchen  | Bestandteile | el. Ladung {\displaystyle Q} | Isospin {\displaystyle I_{z}} | Hyperldg. {\displaystyle Y} |
| -------- | --------- | ------------ | ---------------------------- | ----------------------------- | --------------------------- |
| Quarks   | Up        | u            | +⅔                           | +½                            | +⅓                          |
| Quarks   | Anti-Up   | u            | −⅔                           | −½                            | −⅓                          |
| Quarks   | Down      | d            | −⅓                           | −½                            | +⅓                          |
| Quarks   | Anti-Down | d            | +⅓                           | +½                            | −⅓                          |
| Hadronen | Proton    | uud          | +1                           | +½                            | +1                          |
| Hadronen | Neutron   | udd          | 0                            | −½                            | +1                          |

Aufgrund ihres Isospins und ihrer elektrischen Ladung {\displaystyle Q} lässt sich vielen Teilchen mit Hilfe der Gell-Mann-Nishijima-Formel eine Hyperladung {\displaystyle Y} zuordnen:
{\displaystyle Y=2(Q-I_{z}).}
Die Hyperladung ist
- für Up- und Down-Quark jeweils: {\displaystyle Y=+{\tfrac {1}{3}}\,}
- für Anti-Up- und Anti-Down-Quark jeweils: {\displaystyle Y=-{\tfrac {1}{3}}\!\,}
- für die Nukleonen (Proton p, Neutron n) jeweils: {\displaystyle Y=+1\!\,}.

### Quantenfeldtheorie
Im Rahmen der Quantenfeldtheorie wird dem Isospin der zweidimensionale komplexe Vektorraum {\displaystyle \mathbb {C} ^{2}} zugeordnet, in dem sich die Quarks u und d als Basisvektoren darstellen lassen:
{\displaystyle \mathbf {u} =\left({\begin{matrix}1\\0\end{matrix}}\right),\quad \mathbf {d} =\left({\begin{matrix}0\\1\end{matrix}}\right).}
Dadurch ist es möglich, die Umwandlung von Nukleonen zu beschreiben, wie sie im radioaktiven Zerfall stattfindet: {\displaystyle \mathbf {n} \to \mathbf {p} +\mathrm {e} ^{-}+{\bar {\nu }}}. Dies ist eine Transformation der SU(2)-Symmetrie, die in der Theorie der schwachen Wechselwirkung beschrieben wird.
Mathematisch werden diese Transformationen durch Leiteroperatoren vermittelt, die den Eichbosonen der Feldtheorie zugeordnet werden. So wird beispielsweise der Übergang {\displaystyle \mathbf {d} \rightarrow \mathbf {u} } beschrieben durch die Matrixgleichung
{\displaystyle \left({\begin{matrix}0&1\\0&0\end{matrix}}\right)\cdot \left({\begin{matrix}0\\1\end{matrix}}\right)=\left({\begin{matrix}1\\0\end{matrix}}\right).}

## Auswirkungen
Der Isospin ist in der starken Wechselwirkung eine Erhaltungsgröße. Dies führt dazu, dass manche Prozesse unterdrückt sind oder nur über die elektromagnetische oder schwache Wechselwirkung stattfinden können. Als Beispiel sei hier die Reaktion zweier Nukleonen mit Bildung eines Deuterons und eines Pions genannt:
{\displaystyle {\begin{aligned}\mathrm {p+p} &\rightarrow \mathrm {d+\pi ^{+}} \\\mathrm {p+n} &\rightarrow \mathrm {d+\pi ^{0}} \end{aligned}}}
Die Isospins der beteiligten Teilchen sind, dargestellt in der Dirac-Notation {\displaystyle \left|I,I_{z}\right\rangle }:
{\displaystyle {\begin{aligned}\left|\mathrm {p} \right\rangle &=\left|{\tfrac {1}{2}},+{\tfrac {1}{2}}\right\rangle \quad \quad &\left|\pi ^{+}\right\rangle &=\left|1,+1\right\rangle \\\left|\mathrm {n} \right\rangle &=\left|{\tfrac {1}{2}},-{\tfrac {1}{2}}\right\rangle &\left|\pi ^{0}\right\rangle &=\left|1,0\right\rangle \\\left|\mathrm {d} \right\rangle &=\left|0,0\right\rangle \,.\end{aligned}}}
Nach den Rechenregeln der Drehimpulsaddition in der Quantenmechanik gilt:
{\displaystyle {\begin{aligned}\left|\mathrm {p\,p} \right\rangle &=\left|1,+1\right\rangle &\left|\mathrm {d} \,\pi ^{+}\right\rangle &=\left|1,+1\right\rangle \\\left|\mathrm {p\,n} \right\rangle &={\tfrac {1}{\sqrt {2}}}\left(\left|1,0\right\rangle -\left|0,0\right\rangle \right)&\left|\mathrm {d} \,\pi ^{0}\right\rangle &=\left|1,0\right\rangle \,.\end{aligned}}}
Aufgrund der Isospinerhaltung trägt im Fall von p + n → d + π0 nur der Anteil mit Isospin 1 bei; die Reaktionswahrscheinlichkeit ist daher nur halb so groß wie bei der pp-Reaktion.